# Hồng Dân (huyện)
Hồng Dân là một huyện cũ thuộc tỉnh Bạc Liêu cũ, Việt Nam.

## Địa lý
Huyện Hồng Dân nằm ở phía bắc tỉnh Bạc Liêu, nằm cách thành phố Bạc Liêu khoảng 60 km, có vị trí địa lý:
- Phía đông giáp thị xã Ngã Năm, tỉnh Sóc Trăng
- Phía tây giáp huyện Vĩnh Thuận, tỉnh Kiên Giang
- Phía nam giáp huyện Phước Long và huyện Thới Bình, tỉnh Cà Mau
- Phía bắc giáp huyện Long Mỹ, tỉnh Hậu Giang và huyện Gò Quao, tỉnh Kiên Giang.

### Địa hình
Huyện Hồng Dân tương đối bằng phẳng và thấp, hướng nghiêng chính từ Tây Bắc xuống Đông Nam, cao độ trung bình khoảng 0,2 đến 0,8m, độ dốc trung bình 1–1,5 cm/km. Tuy nhiên, trên địa bàn huyện có khu vực trũng hơn so với mặt bằng chung từ 20 – 30 cm, tập trung chủ yếu ở một số ấp của các xã: Ninh Hòa, Ninh Quới, Ninh Quới A, Lộc Ninh, Ninh Thạnh Lợi, Vĩnh Lộc, Vĩnh Lộc A. Mặt khác, trên địa bàn huyện có nhiều ao, hồ, khu vực đất ruộng và nuôi tôm có nhiều mương rạch chia cắt, địa hình tuy thuận lợi cho thoát nước nhưng lại khó khăn trong xây dựng cơ bản.
Địa hình của huyện được chia ra 2 khu vực:
- Khu vực không nhiễm mặn (chủ yếu trồng 2 vụ lúa), địa hình cao trung bình 0,8 – 1,2m, gồm các xã, thị trấn nằm về phía Đông Bắc kênh Ngan Dừa – Cầu Sập thuộc các xã: Ninh Quới, thị trấn Ngan Dừa và phần phía Bắc của xã Ninh Hòa, Ninh Quới A. Khu vực này được ngăn mặn triệt để và nguồn nước ngọt được lấy từ sông Hậu thông qua hệ thống kênh rạch trên địa bàn huyện. Dạng địa hình như trên tạo thuận lợi cho hoạt động sản xuất và canh tác nông nghiệp, đặc biệt là trồng lúa.
- Khu vực nhiễm mặn, nhiễm mặn nhẹ (trồng 1 vụ lúa 1 vụ tôm) có ở các xã: Vĩnh Lộc, Vĩnh Lộc A, Lộc Ninh, Ninh Thạnh Lợi, Ninh Thạnh Lợi A và phần phía Nam xã Ninh Hòa, Ninh Quới A. Khu vực này chịu ảnh hưởng chế độ bán nhật triều của biển Đông và nhật triều của biển Tây thông qua các trục kênh trên địa bàn huyện, độ cao trung bình thấp chỉ khoảng 0,3 – 0,5m. Dạng địa hình như trên tạo thuận lợi trong việc tận dụng nước thủy triều để nuôi trồng thủy sản, nhưng khó khăn trong tiêu thoát nước, tạo thành những vùng trũng đọng nước chua phèn gây ảnh hưởng cho canh tác nông nghiệp.[5]

### Khí hậu
Đặc điểm khí hậu huyện Hồng Dân mang đặc thù chung của khí hậu gió mùa cận xích đạo vùng Đồng bằng sông Cửu Long và những đặc trưng riêng khu vực Bán đảo Cà Mau. Các yếu tố khí hậu phân thành hai mùa rõ rệt trong năm là mùa mưa và mùa khô:
- Nhiệt độ bình quân cao đều trong năm, trung bình là 26,6 °C. Nhiệt độ trung bình cao nhất là 29,8 °C và thấp nhất là 24,9 °C. Nhiệt độ trung bình các tháng mùa khô là 26 – 28 °C, các tháng mùa mưa là 24 – 26 °C. Biên độ nhiệt giữa các tháng từ 1 – 2 °C, biên độ nhiệt giữa ngày và đêm khá lớn (mùa khô từ 8 – 10 °C, mùa mưa từ 6 – 7 °C), yếu tố nhiệt độ này thuận lợi cho sản xuất nông nghiệp và nuôi trồng thủy sản.
- Chế độ mưa chia theo mùa rõ rệt, mùa mưa từ tháng 5 đến tháng 11 (chiếm tới 90% lượng mưa cả năm), mùa khô từ tháng 12 đến tháng 4 năm sau. Lượng mưa trung bình là 1874,4 mm (trạm Bạc Liêu), phân bố không đều theo thời gian bao gồm cả trong các tháng của mùa mưa. Lượng mưa tập trung chủ yếu ở các tháng 8 – 10, trung bình từ 235 đến 260 mm, có tháng mưa trên 265 mm. Số ngày mưa trung bình khoảng 110 – 120 ngày/năm.
- Số giờ nắng trung bình là 6,6 giờ/ngày. Độ ẩm không khí trung bình đạt 85%, các tháng mùa khô 79 – 80%.
- Trong năm thường xuất hiện 2 hướng gió chính là gió Tây Nam và gió Đông Bắc. Tốc độ gió bình quân đạt khoảng 3 – 3,5 m/s, mùa khô có gió mạnh đạt 8 – 9 m/s. Hướng gió Tây Nam thổi từ biển vào mang theo nhiều hơi nước thường xuất hiện từ tháng 5 đến tháng 10. Hướng gió Đông Bắc khô và lạnh thường xuất hiện từ tháng 11 đến tháng 4 năm sau.[5]

### Chế độ thủy văn

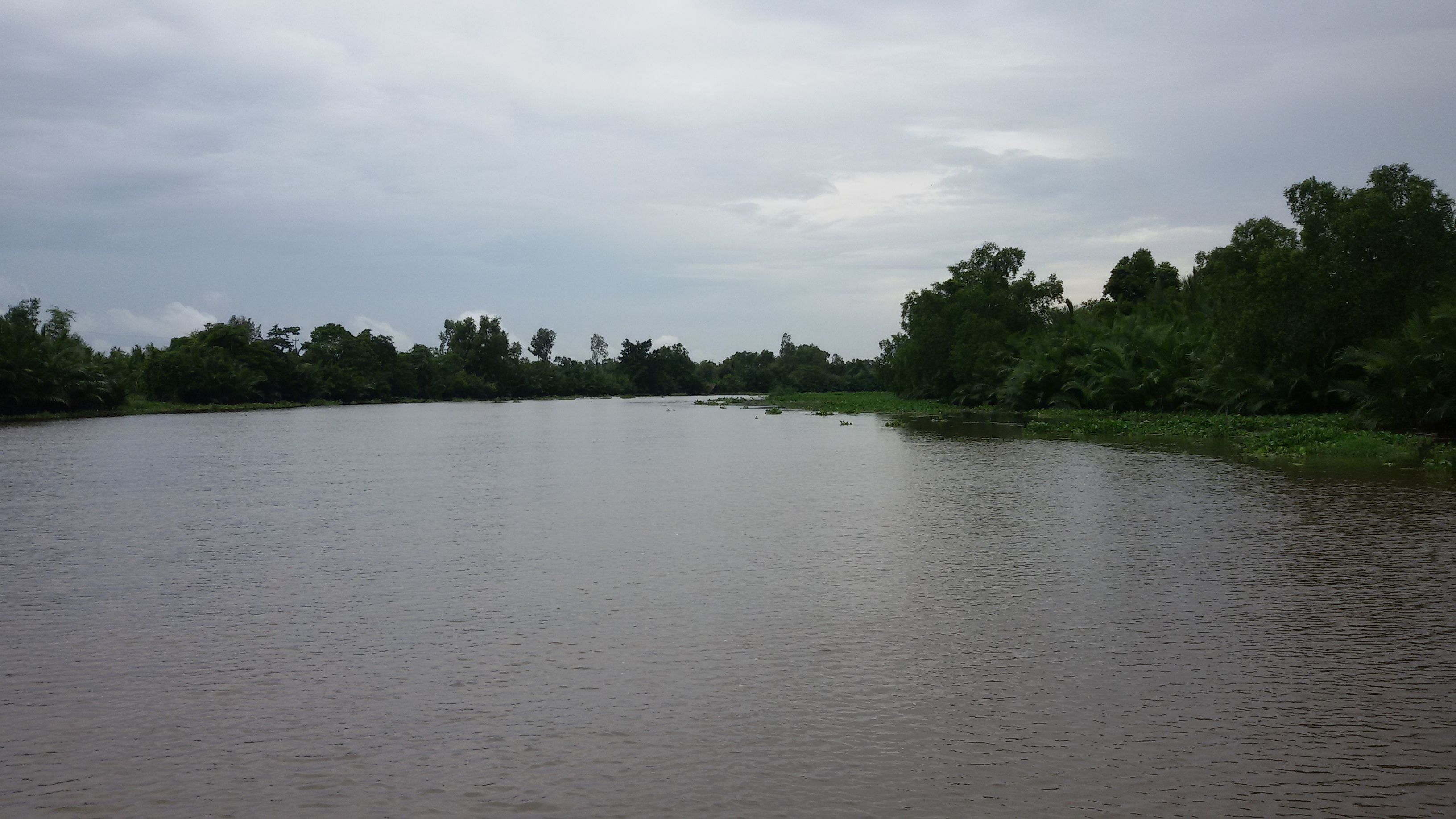
Sông Cái ranh giới giữa tỉnh Bạc Liêu và tỉnh Hậu Giang

Địa bàn huyện chịu tác động mạnh của chế độ bán nhật chiều Biển Đông và nhật chiều của Biển Tây và liên quan chặt chẽ với chế độ mưa, gió, đặc điểm địa hình và thủy triều, trong đó thủy triều biển Đông có vai trò chủ chốt. Hồng Dân được hưởng lợi từ hệ thống kênh nguồn Quản Lộ – Phụng Hiệp, chạy từ phía Đông Bắc xuống Tây Nam. Chế độ thủy văn trên địa bàn huyện chi phối chủ yếu bởi hệ thống kênh rạch của hệ thống nối với kênh Quản Lộ – Phụng Hiệp. Hiện tại chế độ ngăn mặn trên địa bàn huyện được điều tiết để chuyển đổi sản xuất do đó, trên địa bàn huyện được chia thành 2 tiểu vùng cụ thể như sau:
- Tiểu vùng chuyển đổi sản xuất: gồm các xã ở phía Tây Nam kênh Ngan Dừa – Cầu Sập là các xã: Vĩnh Lộc, Vĩnh Lộc A, Lộc Ninh, Ninh Thạnh Lợi, Ninh Thạnh Lợi A và phần phía Nam xã Ninh Hòa, Ninh Quới A. Khu vực này chịu ảnh hưởng chế độ bán nhật triều của biển Đông và nhật triều của biển Tây thông qua các trục kênh Quản Lộ – Phụng Hiệp, kênh Cộng Hòa – Tây Ký, kênh Hòa Bình – Vĩnh Lộc và chịu ảnh hưởng mặn qua sự điều tiết của hệ thống cống dọc theo Quốc lộ 1 (cống Chủ Chí, Nọc Nạng và Giá Rai). Khu vực này có điều kiện thuận lợi cho phát triển nuôi trồng thủy sản nước lợ và mô hình sản xuất tôm – lúa kết hợp.
- Tiểu vùng ngọt ổn định: là phần còn lại của huyện Hồng Dân gồm các xã, thị trấn nằm về phía Đông Bắc kênh Ngan Dừa - Cầu Sập đó là các xã Ninh Quới, thị trấn Ngan Dừa và phần phía Bắc của xã Ninh Hòa, Ninh Quới A. Khu vực này được ngăn mặn triệt để và nguồn nước ngọt được lấy từ sông Hậu, thông qua hệ thống kênh rạch trên địa bàn. Vì vậy, ở tiểu vùng này có điều kiện thuận lợi cho phát triển sản xuất nông nghiệp như chuyên lúa, lúa – màu, rau – màu và nuôi trồng thủy sản nước ngọt.

Ngoài 2 tiểu vùng, chế độ thủy văn của huyện cần quan tâm đến 2 vấn đề quan trọng là:
- Ảnh hưởng của thủy triều: triều Biển Đông và triều Biển Tây
- Tình trạng xâm nhập mặn.

Tác động của công trình thủy lợi Cái Lớn – Cái Bé:
Công trình cống Cái Lớn – Cái Bé kết hợp với hệ thống đê biển Tây sẽ góp phần chống biến đổi khí hậu, nước biển dâng, chống thiên tai, giảm ngập úng; giúp kiểm soát nguồn nước, điều tiết ngăn mặn, giữ ngọt, phục vụ sản xuất bền vững cho các tỉnh Kiên Giang, Hậu Giang, Bạc Liêu,...
Đối với huyện Hồng Dân, cống Cái Lớn, Cái Bé sẽ giúp ngăn mặn từ Biển Tây, giữ nước ngọt trong nội địa, Hồng Dân sẽ tăng được diện tích sản xuất lúa, tôm ngay trong mùa khô.

### Tài nguyên nước
Nước mặt: Nguồn nước mặt trên địa bàn huyện được cung cấp bởi nước mưa và nước từ hệ thống kênh rạch: 
- Nước mưa: lượng nước mưa của huyện Hồng Dân lớn, hàng năm cung cấp khoảng 250 triệu m³ nước. Nước mưa là nguồn nước quan trọng phục vụ cho sản xuất nông nghiệp, nuôi trồng thủy sản nước ngọt và đời sống dân sinh, đặc biệt đối với những hộ dân phần lớn chưa được cung cấp nước sạch sinh hoạt.
- Nước sông, kênh, rạch: do hệ thống kênh mương gián tiếp thông ra Biển Đông và phần nhỏ Biển Tây, nên nước kênh rạch đều bị nhiễm mặn vào mùa khô. Nước kênh rạch có thể chia làm 2 khu vực:
  - Khu vực chuyển đổi sản xuất có nguồn nước mặn – lợ vào mùa khô: độ mặn có thể lên tới 27%, được dẫn từ kênh chính Quản Lộ – Phụng Hiệp qua các kênh cấp 2, 3 và hệ thống kênh nội đồng, độ mặn này phù hợp cho nuôi trồng thủy sản nước mặn – lợ đặc biệt là tôm sú.
  - Khu vực giữ ngọt ổn định: được hưởng nguồn nước ngọt từ hệ thống kênh phía Sóc Trăng đổ về, đáp ứng nhu cầu tiêu chua rửa mặn, góp phần thâm canh tăng vụ, phát triển các mô hình lúa kết hợp màu, rau và nuôi trồng thủy sản nước ngọt.

Nước ngầm: Nước ngầm trên địa bàn huyện có 4 tầng có thể khai thác nằm ở độ sâu từ 100 – 500m. Hiện tại, tầng nước được khai thác và sử dụng ở độ sâu trung bình khoảng 100 – 150m, trữ lượng và chất lượng nước khá tốt. Trên địa bàn huyện, trữ lượng nước ở tầng có độ sâu trên 100m còn rất dồi dào, chất lượng nước tốt song ít được khai thác trong những năm qua, cần chú ý khai thác trong thời gian tới.

### Tài nguyên đất
Tài nguyên đất trên địa bàn huyện Hồng Dân có 3 nhóm chính: nhóm đất mặn (M), nhóm đất phèn (SP) và nhóm đất phù sa (P).
- Nhóm đất mặn: Diện tích đất mặn của huyện Hồng Dân là 613,40 ha (chiếm 1,45% diện tích tự nhiên toàn huyện). Đất mặn phân bố chủ yếu tại xã Ninh Thanh Lợi A và xã Ninh Thạnh Lợi. Nhóm đất này có hàm lượng dinh dưỡng khá cao, nhiễm mặn trong thời gian ngắn vào mùa khô nên thích hợp cho canh tác nông nghiệp như: lúa, rau màu và các loại cây nông nghiệp ngắn ngày.
- Nhóm đất phèn: Nhóm đất phèn thường tập trung ở địa hình thấp, được chia thành hai nhóm nhỏ là phèn tiềm tàng và phèn hoạt động. Đất phèn chiếm đa số diện tích tự nhiên của huyện 27.442,02 ha (64,70%). Do sự xâm nhập mặn thường xuyên hoặc mặn hoá vào mùa khô dẫn đến sự hình thành nhóm đất phèn. Loại đất này thường phân bố ở địa hình thấp trũng do đó dễ bị ảnh hưởng bởi nước chua phèn trong kênh rạch từ các nơi khác dồn xuống.
- Nhóm đất phù sa: Có diện tích 7.066,84 ha (chiếm 16,66% diện tích tự nhiên toàn huyện), phân bố tập trung dọc theo các kênh rạch, các trục giao thông lớn và các khu dân cư tập trung. Nhóm đất này có hàm lượng dinh dưỡng cao, rất thích hợp cho canh tác nông nghiệp: lúa, rau màu các loại.
- Nhóm đất nhân tác: Có diện tích 6.517,50 ha (chiếm 15,37% diện tích tự nhiên toàn huyện), phân bố tập trung dọc theo các kênh rạch, các trục lộ giao thông lớn và các khu dân cư tập trung. Đất nhân tác bao gồm các đất thổ cư, đất lập líp, đất xây dựng cơ bản,... mục đích sử dụng chính không dùng cho canh tác và sản xuất nông nghiệp.[5]

## Hành chính
Huyện Hồng Dân có 9 đơn vị hành chính cấp xã trực thuộc, bao gồm thị trấn Ngan Dừa (huyện lỵ) và 8 xã: Lộc Ninh, Ninh Hòa, Ninh Quới, Ninh Quới A, Ninh Thạnh Lợi, Ninh Thạnh Lợi A, Vĩnh Lộc, Vĩnh Lộc A với 71 ấp.
Bản đồ hành chính huyện Hồng Dân, tỉnh Bạc Liêu
| \| Tên \| Diện tích năm 2024 (km²) \| Dân số năm 2024 (người) \| Mật độ (người/km²) \| Hành chính \| Năm thành lập \| Loại đô thị \| Năm công nhận \| \| ---------------- \| ------------------------ \| ----------------------- \| ------------------ \| ---------- \| ------------- \| ----------- \| ------------- \| \| Thị trấn (1) \| \| \| \| \| \| \| \| \| Ngan Dừa \| 15,62 \| 13.838 \| 885 \| 6 ấp \| 1979 \| Loại V \| \| \| Xã (8) \| \| \| \| \| \| \| \| \| Lộc Ninh \| 50,29 \| 13.234 \| 263 \| 9 ấp \| 1987 \| \| \| \| Ninh Hòa \| 59,01 \| 23.122 \| 391 \| 9 ấp \| 1990 \| \| \| \| Ninh Quới \| 32,42 \| 13.994 \| 431 \| 10 ấp \| 1990 \| \| \| \| Ninh Quới A \| 40,70 \| 18.667 \| 458 \| 10 ấp \| 1999 \| Loại V \| 2022 \| \| Ninh Thạnh Lợi \| 66,40 \| 14.437 \| 217 \| 9 ấp \| 2008 \| \| \| \| Ninh Thạnh Lợi A \| 66,87 \| 10.354 \| 154 \| 5 ấp \| 2008 \| \| \| \| Vĩnh Lộc \| 48,47 \| 12.047 \| 248 \| 7 ấp \| 2003 \| \| \| \| Vĩnh Lộc A \| 44,01 \| 11.962 \| 271 \| 6 ấp \| 2003 \| \| \| |                          |                         |                    |            |               |             |               |
| Tên | Diện tích năm 2024 (km²) | Dân số năm 2024 (người) | Mật độ (người/km²) | Hành chính | Năm thành lập | Loại đô thị | Năm công nhận |
| Thị trấn (1) |                          |                         |                    |            |               |             |               |
| Ngan Dừa | 15,62                    | 13.838                  | 885                | 6 ấp       | 1979          | Loại V      |               |
| Xã (8) |                          |                         |                    |            |               |             |               |
| Lộc Ninh | 50,29                    | 13.234                  | 263                | 9 ấp       | 1987          |             |               |
| Ninh Hòa | 59,01                    | 23.122                  | 391                | 9 ấp       | 1990          |             |               |
| Ninh Quới | 32,42                    | 13.994                  | 431                | 10 ấp      | 1990          |             |               |
| Ninh Quới A | 40,70                    | 18.667                  | 458                | 10 ấp      | 1999          | Loại V      | 2022          |
| Ninh Thạnh Lợi | 66,40                    | 14.437                  | 217                | 9 ấp       | 2008          |             |               |
| Ninh Thạnh Lợi A | 66,87                    | 10.354                  | 154                | 5 ấp       | 2008          |             |               |
| Vĩnh Lộc | 48,47                    | 12.047                  | 248                | 7 ấp       | 2003          |             |               |
| Vĩnh Lộc A | 44,01                    | 11.962                  | 271                | 6 ấp       | 2003          |             |               |

## Lịch sử

### Giai đoạn 1945–1975
Huyện Hồng Dân được đặt theo tên Trần Hồng Dân (1916–1946), một nhà cách mạng theo chủ nghĩa dân tộc chống thực dân Pháp.
Huyện Hồng Dân được chính quyền cách mạng của lực lượng Việt Minh thành lập vào năm 1947, ban đầu thuộc tỉnh Rạch Giá, do đổi tên từ huyện Phước Long trước đó.
Năm 1952, huyện Hồng Dân được giao cho tỉnh Bạc Liêu.
Tháng 10 năm 1954, huyện Hồng Dân trở lại thuộc tỉnh Rạch Giá.
Tháng 10 năm 1957, huyện Hồng Dân thuộc tỉnh Sóc Trăng.
Tháng 11 năm 1973, Khu uỷ Tây Nam Bộ ban hành Quyết định về việc tái lập tỉnh Bạc Liêu. Khi đó, huyện Hồng Dân lại thuộc tỉnh Bạc Liêu cho đến năm 1976.
Tuy nhiên, chính quyền Quốc gia Việt Nam của Bảo Đại và sau đó là Việt Nam Cộng hòa không công nhận tên gọi Hồng Dân mà thay vào đó, vẫn sử dụng tên gọi quận Phước Long như cũ cho đến năm 1975.
Sau ngày 30 tháng 4 năm 1975, chính quyền quân quản Cộng hòa miền Nam Việt Nam lúc bấy giờ đã giải thể quận Phước Long, đồng thời vẫn duy trì huyện Hồng Dân thuộc tỉnh Bạc Liêu cho đến đầu năm 1976. Lúc này, chính quyền Cách mạng cũng bỏ danh xưng "quận" có từ thời Pháp thuộc và lấy danh xưng "huyện" (quận và phường dành cho các đơn vị hành chánh tương đương khi đã đô thị hóa).
Ngày 20 tháng 9 năm 1975, Bộ Chính trị ban hành Nghị quyết số 245-NQ/TW về việc hợp nhất tỉnh Bạc Liêu, tỉnh Cà Mau và 2 huyện Vĩnh Thuận, An Biên (ngoại trừ 2 xã Đông Yên và Tây Yên) của tỉnh Rạch Giá sẽ hợp nhất lại thành một tỉnh, tên gọi tỉnh mới cùng với nơi đặt tỉnh lỵ sẽ do địa phương đề nghị lên.
Ngày 20 tháng 12 năm 1975, Bộ Chính trị ban hành Nghị quyết số 19/NQ về việc hợp nhất tỉnh Bạc Liêu và tỉnh Cà Mau thành một tỉnh, tên gọi tỉnh mới cùng với nơi đặt tỉnh lỵ sẽ do địa phương đề nghị lên.

### Từ năm 1976 đến nay
Ngày 24 tháng 2 năm 1976, Chính phủ Cách mạng Lâm thời Cộng hòa miền Nam Việt Nam ban hành Nghị định số 3/NQ/1976 về việc hợp nhất tỉnh Bạc Liêu và tỉnh Cà Mau thành một tỉnh mới, lấy tên là tỉnh Bạc Liêu – Cà Mau.
Ngày 10 tháng 3 năm 1976, Ban đại diện Trung ương Đảng và Chính phủ ban hành Nghị quyết về việc thành lập tỉnh Minh Hải trên cơ sở đổi tên tỉnh Bạc Liêu – Cà Mau. Huyện Hồng Dân thuộc tỉnh Minh Hải.
Ngày 29 tháng 12 năm 1978, Hội đồng Chính phủ ban hành Quyết định số 326-CP về việc thành lập huyện Phước Long trên cơ sở 19 xã, 1 thị trấn của huyện Hồng Dân.
Huyện Hồng Dân còn lại 16 xã, 1 thị trấn huyện lỵ.
Ngày 25 tháng 7 năm 1979, Hội đồng Bộ trưởng ban hành Quyết định số 275-CP về việc:
- Chia xã Ninh Thạnh Lợi thành 3 xã: Ninh Thạnh Lợi, Ninh Thuận và Ninh Lợi.
- Chia xã Ninh Quới thành 3 xã: Ninh Quới, Ninh Quới A và Ninh Quới B.
- Chia xã Ninh Hòa thành xã Ninh Hòa và xã Hòa Lợi.
- Chia xã Vĩnh Lộc thành 3 xã: Vĩnh Lộc, Vĩnh Hiếu và Vĩnh Trung.
- Chia xã Lộc Ninh thành xã Lộc Ninh A và xã Lộc Ninh B.
- Thành lập thị trấn Ngan Dừa – huyện lỵ của huyện Hồng Dân.

Ngày 17 tháng 5 năm 1984, Hội đồng Bộ trưởng ban hành Quyết định số 75-HĐBT về việc sáp nhập huyện Phước Long vào huyện Hồng Dân.
Huyện Hồng Dân có 24 xã: Vĩnh Lộc, Vĩnh Hiếu, Ninh Thuận, Ninh Thạnh Lợi, Ninh Lợi, Lộc Ninh A, Lộc Ninh B, Vĩnh Trung, Ninh Hoà, Hoà Lợi, Ninh Quới A, Ninh Quới B, Phong Dân, Phong Hoà, Phong Hiệp, Phước Tây, Phước Long, Vĩnh Hồng, Vĩnh Tiến, Vĩnh Thành, Vĩnh Phú Đông, Đông Phú, Đông Nam, Hưng Phú và 2 thị trấn: Phước Long, Ngan Dừa. Huyện lỵ đóng tại thị trấn Phước Long.
Ngày 14 tháng 2 năm 1987, Hội đồng Bộ trưởng ban hành Quyết định số 33B-HĐBT về việc:
- Giải thể xã Vĩnh Hiếu để sáp nhập vào xã Vĩnh Lộc và xã Vĩnh Trung.
- Thành lập xã Lộc Ninh trên cơ sở xã Lộc Ninh A và xã Lộc Ninh B.
- Sáp nhập xã Ninh Thuận vào xã Ninh Thạnh Lợi.
- Giải thể xã Phước Tây để sáp nhập vào xã Phước Long và xã Phong Hiệp.
- Tách một phần diện tích và dân số của xã Phước Long để sáp nhập vào xã Hòa Lợi.
- Tách một phần diện tích và dân số của xã Phước Tây để sáp nhập vào xã Phong Hiệp.
- Sau khi điều chỉnh địa giới, xã Hòa Lợi có 2.779 ha đất và 6.325 nhân khẩu.
- Tách một phần diện tích và dân số của xã Vĩnh Hồng để sáp nhập vào xã Vĩnh Tiến.
- Tách một phần diện tích và dân số của xã Vĩnh Tiến để sáp nhập vào xã Phong Hòa.

Ngày 9 tháng 11 năm 1990, Ban Tổ chức – Cán bộ của Chính phủ ban hành Quyết định số 483/QĐ-TCCP về việc:
- Sáp nhập xã Ninh Quới A và xã Ninh Quới B vào xã Ninh Quới.
- Sáp nhập xã Đông Phú và xã Đông Nam vào xã Vĩnh Phú Đông.
- Sáp nhập xã Ninh Lợi vào xã Ninh Thạnh Lợi.
- Sáp nhập xã Hòa Lợi vào xã Ninh Hòa.
- Thành lập xã Phong Thạnh Nam trên cơ sở 3 xã: Phong Hòa, Phong Hiệp, Phong Dân.
- Thành lập xã Vĩnh Phú Tây trên cơ sở xã Vĩnh Hồng và xã Vĩnh Tiến.

Huyện Hồng Dân lúc này gồm có 2 thị trấn: Ngan Dừa, Phước Long và 11 xã: Hưng Phú, Lộc Ninh, Ninh Hòa, Ninh Quới, Ninh Thạnh Lợi, Phong Thạnh Nam, Phước Long, Vĩnh Lộc, Vĩnh Phú Đông, Vĩnh Phú Tây, Vĩnh Thanh.
Ngày 6 tháng 11 năm 1996, Quốc hội ban hành Nghị quyết về việc chia tỉnh Minh Hải thành tỉnh Bạc Liêu và tỉnh Cà Mau. Khi đó, huyện Hồng Dân trực thuộc tỉnh Bạc Liêu.
Ngày 25 tháng 8 năm 1999, Chính phủ ban hành Nghị định số 82/1999/NĐ-CP về việc thành lập xã Ninh Quới A trên cơ sở 3.691 ha diện tích tự nhiên và 14.047 nhân khẩu của xã Ninh Quới.
Cuối năm 1999, huyện Hồng Dân có 2 thị trấn: Ngan Dừa, Phước Long và 12 xã: Hưng Phú, Lộc Ninh, Ninh Hòa, Ninh Quới, Ninh Quới A, Ninh Thạnh Lợi, Phong Thạnh Nam, Phước Long, Vĩnh Lộc, Vĩnh Phú Đông, Vĩnh Phú Tây, Vĩnh Thanh.
Ngày 25 tháng 9 năm 2000, Chính phủ ban hành Nghị định số 51/2000/NĐ-CP về việc thành lập huyện Phước Long thuộc tỉnh Bạc Liêu trên cơ sở 40.482 ha diện tích tự nhiên và 101.322 nhân khẩu của huyện Hồng Dân.
Huyện Phước Long có 40.482 ha diện tích tự nhiên và 101.322 nhân khẩu; có 7 đơn vị hành chính trực thuộc, bao gồm 6 xã: Phong Thạnh Nam, Phước Long, Vĩnh Phú Tây, Vĩnh Thanh, Vĩnh Phú Đông, Hưng Phú và thị trấn Phước Long.
Sau khi điều chỉnh địa giới hành chính để thành lập huyện Phước Long, huyện Hồng Dân có 42.118 ha diện tích tự nhiên và 91.306 nhân khẩu; có 7 đơn vị hành chính trực thuộc, bao gồm 6 xã: Vĩnh Lộc, Ninh Thạnh Lợi, Lộc Ninh, Ninh Hòa, Ninh Quới, Ninh Quới A và thị trấn Ngan Dừa (thị trấn huyện lỵ).
Ngày 24 tháng 12 năm 2003, Chính phủ ban hành Nghị định số 166/2003/NĐ-CP về việc thành lập xã Vĩnh Lộc A trên cơ sở 4.237,10 ha diện tích tự nhiên và 9.314 nhân khẩu của xã Vĩnh Lộc.
Ngày 1 tháng 8 năm 2008, Chính phủ ban hành Nghị định số 85/2008/NĐ-CP về việc thành lập xã Ninh Thạnh Lợi A trên cơ sở điều chỉnh 6.687,25 ha diện tích tự nhiên và 7.146 nhân khẩu của xã Ninh Thạnh Lợi.
Sau khi điều chỉnh, huyện Hồng Dân có 42.361 ha diện tích tự nhiên và 100.997 nhân khẩu, có 9 đơn vị hành chính trực thuộc, bao gồm: thị trấn Ngan Dừa và 8 xã: Ninh Quới, Ninh Quới A, Ninh Hòa, Vĩnh Lộc, Vĩnh Lộc A, Lộc Ninh, Ninh Thạnh Lợi, Ninh Thạnh Lợi A.
Ngày 28 tháng 4 năm 2025, HĐND tỉnh Bạc Liêu ban hành Nghị quyết số 13/NQ-HĐND về việc tán thành chủ trương sắp xếp đơn vị hành chính cấp xã của tỉnh Bạc Liêu năm 2025. Theo đó, sắp xếp 9 đơn vị hành chính cấp xã của huyện Hồng Dân thành 4 đơn vị hành chính cấp xã.
- Thành lập xã Hồng Dân trên cơ sở thị trấn Ngan Dừa và 2 xã: Lộc Ninh, Ninh Hòa.
- Thành lập xã Ninh Quới trên cơ sở xã Ninh Quới và xã Ninh Quới A.
- Thành lập xã Ninh Thạnh Lợi trên cơ sở xã Ninh Thạnh Lợi và xã Ninh Thạnh Lợi A.
- Thành lập xã Vĩnh Lộc trên cơ sở xã Vĩnh Lộc và xã Vĩnh Lộc A.

Huyện Hồng Dân có 4 xã: Hồng Dân, Ninh Quới, Ninh Thạnh Lợi, Vĩnh Lộc.
Ngày 12 tháng 6 năm 2025, Quốc hội ban hành Nghị quyết số 202/2025/QH15 về việc sắp xếp đơn vị hành chính cấp tỉnh (nghị quyết có hiệu lực từ ngày 12 tháng 6 năm 2025). Theo đó, sáp nhập tỉnh Bạc Liêu vào tỉnh Cà Mau.
Ngày 16 tháng 6 năm 2025, Quốc hội ban hành Nghị quyết số 203/2025/QH15 về việc Sửa đổi, bổ sung một số điều của Hiến pháp nước Cộng hòa xã hội chủ nghĩa Việt Nam. Theo đó, kết thúc hoạt động của đơn vị hành chính cấp huyện trong cả nước từ ngày 1 tháng 7 năm 2025.

## Kinh tế - xã hội

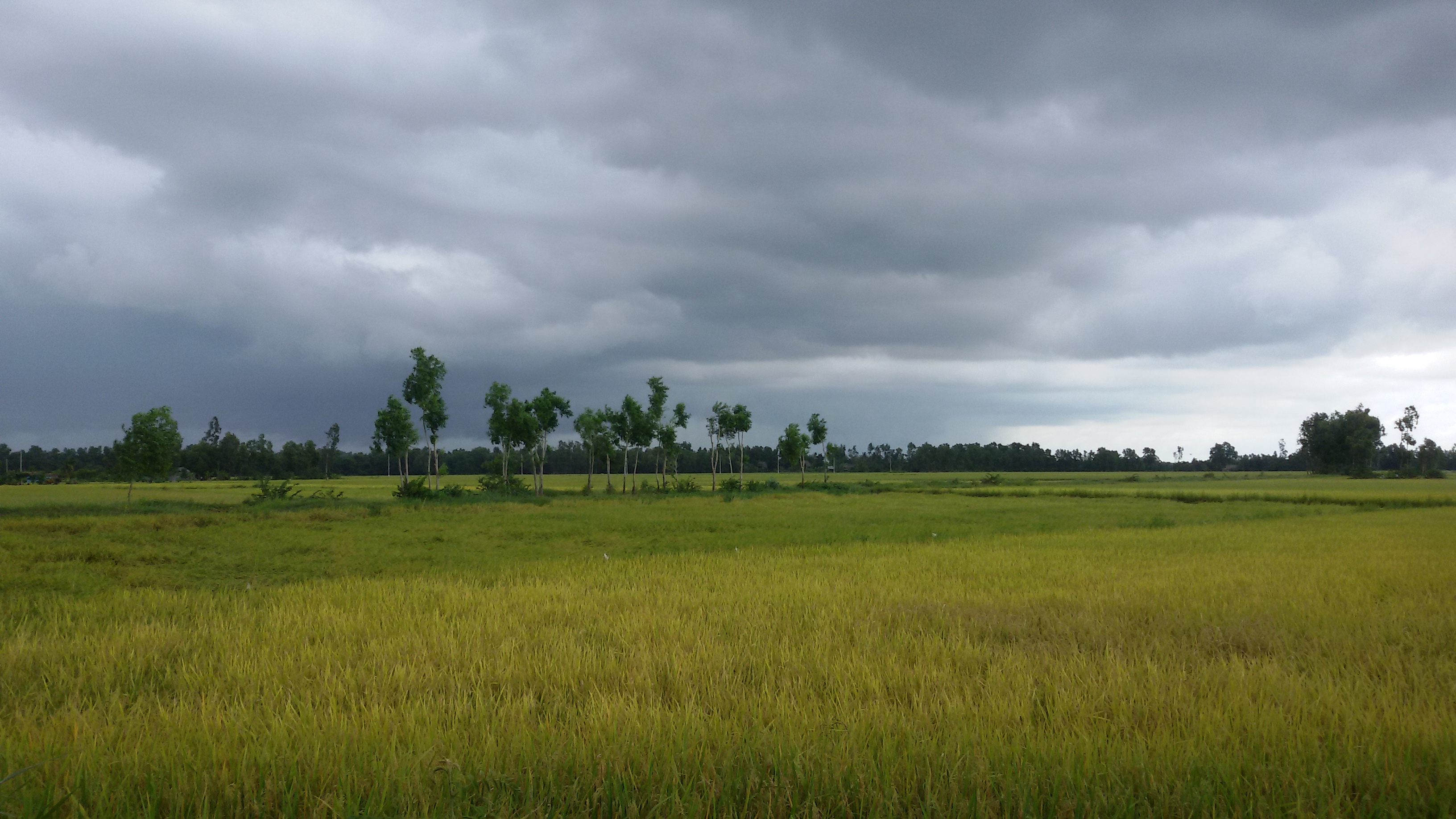
Đồng lúa chín ở huyện Hồng Dân

Thực hiện 9 tháng đầu năm 2021 tổng giá trị sản xuất nông nghiệp – thủy sản 6.145 tỷ đồng đạt 87,36% kế hoạch; thương mại – dịch vụ 4.162 tỷ đồng đạt 68,01% kế hoạch; công nghiệp- xây dựng 489 tỷ đồng,l đạt 72,14% kế hoạch.
Tổng giá trị sản xuất (theo gia so sánh năm 2010) 7.479 tỷ đồng, trong đó ngành nông nghiệp – thủy sản 5.222 tỷ đồng, thương mại – dịch vụ 1.397 tỷ đồng, công nghiệp – xây dựng 860 tỷ đồng. Mức tăng trưởng kinh tế năm 2021 là 9,1% (chỉ tiêu 10,5%).

### Nông nghiệp
Sản xuất nông nghiệp: Năm 2021, trên địa bàn huyện Hồng Dân sản xuất lúa với diện tích canh tác 34.014 ha (tăng 1.471 ha so với năm 2020), diện tích gieo trồng lúa 43.253 ha (đạt 100% kế hoạch và 104,13% cùng kỳ), sản lượng lúa 281.335 tấn (tăng 17.172 tấn so với cùng kỳ). Sản xuất các trà lúa cụ thể như sau:
- Vụ hè thu: diện tích xuống giống 9.239 ha; các giống gieo sạ chủ yếu OM 18, OM 5451, Đài thơm 8 và một số giống khác, năng suất đạt 81,72 tấn/ha, sản lượng 75.501 tấn/ha (tăng 2.071 tấn so với cùng kỳ năm 2020).
- Vụ lúa trên đất tôm: Xuống giống 24.775 ha, chủ yếu là giống trung ngày và lúa một bụi đỏ, hiện nay trà lúa đang phát triển tốt.[5]

Nuôi trồng thủy sản: Toàn huyện có 36.872 ha đất nuôi trồng thủy sản (tăng 1.147 ha cùng kỳ, đạt 100% kế hoạch), trong đó diện tích nuôi tôm 26.262 ha (tôm – lúa 24.775 ha, chuyên tôm kết hợp cua – cá 1.487 ha), cá ao đìa 610 ha. Tổng sản lượng nuôi trồng và khai thác thủy sản 49.112 tấn (đạt 100,02% so với kế hoạch và bằng 111,61% với cùng kỳ). Trong đó: sản lượng tôm 15.012 tấn (đạt 100,08 % kế hoạch).
Chăn nuôi: Tiếp tục chỉ đạo triển khai các biện pháp phòng, chống dịch bệnh trên gia súc, gia cầm theo khuyến cáo của ngành chuyên môn. Tổng đàn gia súc 58.360 con, gia cầm 883.902 con). Công tác kiểm soát giết mổ và các biện pháp phòng, chống nên dịch bệnh cơ bản được thực hiện đúng quy định.
Công tác xây dựng nông thôn mới nâng cao, nông thôn mới kiểu mẫu: Chỉ đạo công tác xây dựng nông thôn mới là nhiệm vụ quan trọng của huyện góp phần phát triển kinh tế – xã hội của địa phương. Cấp ủy, chính quyền từ huyện đến cơ sở đã tập trung chỉ đạo quyết liệt nhằm đạt yêu cầu kế hoạch đề ra.
Chương trình mỗi xã một sản phẩm (OCOP): Hiện có 5 sản phẩm được tỉnh công nhận: Gạo Một bụi đỏ, chả cá thát lát, cá thát lát xã nghệ, chả lụa, khô trâu. Huyện đang chỉ đạo ngành chuyên môn hướng dẫn chủ thể của sản phẩm thủ công mỹ nghệ đan đát tre, trúc (xã Ninh Thạnh Lợi A) hoàn thiện thủ tục trình Hội đồng đánh giá, xếp hạng sản phẩm tham gia chương trình OCOP của huyện.

### Công nghiệp – thương mại
Dịch vụ – thương mại: Cũng bị tác động tiêu cực do dịch bệnh Covid-19. Tuy nhiên, hoạt động thương mại – dịch vụ vẫn được đảm bảo khá tốt, hàng hóa trên địa bàn phong phú đa dạng, cung – cầu các hàng hóa thiết yếu được đảm bảo, đáp ứng kịp thời nhu cầu về vật tư, hàng hóa phục vụ sản xuất và đời sống của nhân dân. Gắn mới điện kế trong năm cho 1.132 hộ, nâng số hộ sử dụng điện an toàn từ các nguồn là 27.714 hộ đạt 100%.
Đầu tư – xây dựng:
- Đầu tư công: Tổng kế hoạch vốn đầu tư năm 2021 là 145.559 triệu đồng. Ước giải ngân đến hết năm 2021 là 126.729 triệu đồng, đạt 87,06% so với kế hoạch.
- Xây dựng: Công tác quản lý trật tự xây dựng được tăng cường kiểm tra, xử lý, từng bước lập lại trật tự kỷ cương trong công tác quản lý trật tự xây dựng, hạn chế tình trạng xây dựng trái phép, không phép, sai quy hoạch xây dựng. Công tác lập quy hoạch vùng huyện đến năm 2030, tầm nhìn đến năm 2050 đang được triển khai thực hiện.[5]

### Doanh nghiệp, hợp tác xã
Năm 2021, thành lập mới 9 doanh nghiệp, tổng số doanh nghiệp trên địa bàn huyện có 141 doanh nghiệp (trong đó chi nhánh 12 doanh nghiệp); cấp mới 247 giấy phép kinh doanh cho hộ gia đình; thành lập mới 3 HTX; tổng số HTX trên địa bàn huyện có 38 hợp tác xã (trong đó 34 HTX hoạt động lĩnh vực nông nghiệp và 4 HTX hoạt động phi nông nghiệp); tổng số tổ hợp tác hiện có 147 tổ với 6.615 thành viên.

### Giáo dục
Cơ sở vật chất trường lớp và xây dựng trường đạt chuẩn quốc gia: Toàn huyện có 43 trường, trong đó: Trung học phổ thông 3 trường; Trung học cơ sở 9 trường; Tiểu học 20 trường và mầm non 11 trường; có 836 phòng học (gồm Mầm non; Tiểu học và Trung học cơ sở) và 278 phòng chức năng; toàn huyện có 31 trường đạt chuẩn quốc gia.

### Y tế
Các trạm y tế đều có bác sĩ về phục vụ, có 9/9 trạm y tế xã đạt chuẩn Quốc gia; đầu tư xây dựng hoàn thành Bệnh viện đa khoa với 100 giường.

### Bưu chính viễn thông
Mạng lưới bưu chính viễn thông được mở rộng, bình quân 4,9 hộ dân/máy điện thoại.

### Văn hóa
Tỷ lệ hộ dùng điện đạt 98,3%; phong trào văn hóa, văn nghệ, thể dục thể thao và xây dựng đời sống văn hóa ở cơ sở được phát triển.

### Quốc phòng
An ninh chính trị, trật tự an toàn xã hội ổn định.

## Dân số
Huyện Hồng Dân có diện tích tự nhiên là 423,95 km², dân số năm 2018, dân số 109.993 người: trong đó, dân tộc Kinh là 94.404 người chiếm 85,89%, dân tộc Khmer là 14.154 người chiếm 12,93%, dân tộc Hoa là 1.275 người chiếm 1,16% và dân tộc khác 23 người chiếm 0,02%. Trong đó, dân số sống ở thành thị là 12.413 người chiếm tỉ lệ 11,29% và dân số sống ở nông thôn là 97.850 người chiếm tỉ lệ 88,71%, mật độ dân số là 259 người/km².
Theo thống kê năm 2019, huyện Hồng Dân có diện tích 423,95 km², dân số là 111.972 người, mật độ dân số đạt 264 người/km².
Năm 2020, dân số toàn huyện Hồng Dân là 112.548 người, trong đó, dân số thành thị là 11.537 người chiếm 10,25%, dân số nông thôn là 101.011 người chiếm 89,75%.
Tổng dân số năm 2020 toàn huyện là 112.548 người, chiếm 12,32% dân số toàn tỉnh, mật độ dân số 265 người/km². Xã có dân số cao nhất là Ninh Hoà với 19.255 người (chiếm 17,11% dân số toàn huyện), Ninh Quới A 16.041 người (chiếm 14,25%), thấp nhất là xã Ninh Thạnh Lợi A 9.671 người (chiếm 8,59%).
Năm 2020, tổng số lao động trong độ tuổi toàn huyện là 64.718 người (chiếm 57,5% tổng dân số), trong đó đang làm việc trong các ngành kinh tế 62.583 người, chiếm 96,7% lao động trong độ tuổi.
Cơ cấu lao động trong giai đoạn 2015 – 2020 chuyển đổi theo hướng tích cực: 
- Nông nghiệp – thủy sản giảm từ 69,97% năm 2015 xuống còn 64,81% năm 2020.
- Công nghiệp – tiểu thủ công nghiệp và xây dựng tăng từ 6,21% năm 2015 lên 8,46% năm 2020.
- Thương mại – dịch vụ tăng từ 23,82% năm 2015 lên 26,73% năm 2020.[5]

Giai đoạn 2016 – 2020 số lao động được đào tạo nghề 22.209 người, số lao động được giải quyết việc làm 15.690 người, tỷ lệ lao động qua đào tạo toàn huyện đạt 63,58%.
Theo thống kê ngày 1 tháng 11 năm 2021, dân số huyện Hồng Dân là 113.351 người, trong đó: dân số thành thị là 11.616 (10,25%), dân số nông thôn là 101.735 người (89,75%).
Huyện Hồng Dân có diện tích 423,79 km², dân số quy đổi tính đến ngày 31/12/2022 là 131.960 người, mật độ dân số đạt 311 người/km².
Huyện Hồng Dân có diện tích 423,94 km², dân số thường trú tính đến ngày 31/12/2023 là 113.601 người, mật độ dân số đạt 267 người/km².
Huyện Hồng Dân có diện tích 423,94 km², dân số quy đổi tính đến ngày 31/12/2024 là 131.655 người, mật độ dân số đạt 310 người/km².

## Văn hóa - du lịch
Công tác thông tin, tuyên truyền đã kịp thời thông tin các tin tức, sự kiện quan trọng của đất nước như kỷ niện 91 năm ngày thành lập Đảng cộng sản Việt Nam (03/02/1930 - 03/02/2021); tuyên truyền Đại hội Đảng toàn quốc lần thứ XIII nhiệm kỳ 2020 - 2025 và Kỷ niệm 46 năm giải phóng Miền Nam thống 
nhất đất nước và tuyên truyền về công tác bầu cử địa biểu Quốc hội khóa XV và Hội đồng nhân dân các cấp nhiệm kỳ 2021 - 2026. Đồng thời thường xuyên 
tuyên truyền công tác phòng, chống dịch bệnh Covid – 19 trên địa bàn huyện.
Các hoạt động văn hóa, thể thao, giải trí tại các địa điểm công cộng và hoạt động của các cơ sở kinh doanh dịch vụ đều chấp hành tốt các biện pháp 
phòng chống dịch theo quy định.
Công tác xây dựng đời sống văn hóa, gia đình văn hóa, ấp văn hóa, cơ quan, đơn vị đạt chuẩn văn hóa được thực hiện thường xuyên.
Đến năm 2020, huyện Hồng Dân có 1 di tích được xếp hạng di tích cấp tỉnh và 2 di tích được xếp hạng di tích cấp quốc gia.
| Danh sách di tích lịch sử của huyện Hồng Dân                     | Danh sách di tích lịch sử của huyện Hồng Dân                    | Danh sách di tích lịch sử của huyện Hồng Dân | Danh sách di tích lịch sử của huyện Hồng Dân     | Danh sách di tích lịch sử của huyện Hồng Dân | Danh sách di tích lịch sử của huyện Hồng Dân |
| STT                                                              | Tên di tích                                                     | Năm xây dựng                                 | Địa chỉ                                          | Đơn vị công nhận | Hình                                         |
| Di tích cấp Quốc gia                                             | Di tích cấp Quốc gia                                            | Di tích cấp Quốc gia                         | Di tích cấp Quốc gia                             | Di tích cấp Quốc gia | Di tích cấp Quốc gia                         |
| ---------------------------------------------------------------- | --------------------------------------------------------------- | -------------------------------------------- | ------------------------------------------------ | --- | -------------------------------------------- |
| 1                                                                | Khu căn cứ Tỉnh ủy Bạc Liêu (1973 – 1975)                       | 1973                                         | Xóm Cái Chanh Nhỏ, ấp Cây Cui, xã Ninh Thạnh Lợi | - UBND tỉnh Bạc Liêu xếp hạng là di tích Lịch sử năm 2006 - Thủ tướng Chính phủ ký Quyết định 2280 xếp hạng là di tích quốc gia đặc biệt năm 2020 |                                              |
| 2                                                                | Chùa Kosthum (Chùa Kro Pum Mean Chey Kos Thum hay chùa Cỏ Thum) | 1832                                         | Ấp Kosthum, xã Ninh Thạnh Lợi                    | Bộ VHTT xếp hạng là di tích lịch sử - văn hóa năm 2006                                                                                            |                                              |
| Di tích cấp Tỉnh                                                 |                                                                 |                                              |                                                  | |                                              |
| 1                                                                | Sự kiện lịch sử Ninh Thạnh Lợi năm 1927                         |                                              | Ấp Chủ Trọt, xã Ninh Thạnh Lợi                   | UBND tỉnh Bạc Liêu xếp hạng là di tích Lịch sử - Văn hóa năm 2006                                                                                 |                                              |
| Nguồn: Danh sách các di tích lịch sử - văn hóa của tỉnh Bạc Liêu |                                                                 |                                              |                                                  | |                                              |

Bên cạnh đó, Hồng Dân là nơi tập trung nhiều làng nghề truyền thống như: Làng hoa và cây ăn quả, làng nghề ở xã Ninh Hòa và thị trấn Ngan Dừa; tuyến du lịch sinh thái từ Ngan Dừa – Vĩnh Lộc – Vĩnh Lộc A – Vàm Chắc Băng. Trong đó, Vĩnh Lộc là điểm dừng chân lý tưởng với những cánh đồng tôm, lúa mênh mông.
Ngoài ra, huyện Hồng Dân còn có nhiều chùa Khmer, nhà thờ, chùa chiền, thánh thất, góp phần làm phong phú hoạt động văn hóa tâm linh của người dân và du khách.

## Kết nghĩa
Huyện Gia Viễn, tỉnh Ninh Bình.